# پروانه‌تباران خاوری
پروانه‌تباران خاوری (به لاتین: Tellervini)، تباری از پروانههای شه‌پروانه‌ایان با تنها یک سرده Tellervo است، با شش گونه پراکنده که در قلمرو استرالیا و قلمرو هندومالیا (که منطقه خاوری نیز نامیده می‌شود) یافت می‌شود. گویا این آرایه تک‌تبار است، اما رابطه آن با دو تبار دیگر شه‌پروانه‌ایان هنوز نامشخص است. جغرافیای تبارزایی این گروه همچنین برای کسانی که به خاستگاهسنوزوییک پروانه‌ها پایبند هستند، چالش‌برانگیز است.